# Atomizacja (chemia)
Atomizacja – proces wytworzenia wolnych atomów w atomizerze. Wolne atomy są wykorzystywane w technice ASA. Do najważniejszych typów atomizerów należą:
- atomizer płomieniowy
- atomizery elektrotermiczne
- atomizery wodorkowe (zimnych par)

## Atomizer płomieniowy
Atomizacja w płomieniu (F-AAS) dotyczy wyłącznie ciekłych próbek. Roztwór jest zasysany do palnika o specjalnej konstrukcji, w którym zostaje rozpylony do postaci aerozolu o drobnych kroplach. Do palnika doprowadza się również gaz (najczęściej mieszankę acetylenu i powietrza). Sole metalu zawarte w próbce w wysokiej temperaturze płomienia ulegają rozpadowi i uwalniają wolne atomy metalu. Atomizacja w płomieniu zapewnia dobrą odtwarzalność, jednak wymaga dużych ilości próbki i charakteryzuje się najniższą czułością ze wszystkich metod atomizacji (rzędu ppb). Wadą są również procesy zachodzące równolegle z atomizacją, takie jak jonizacja czy wzbudzenie.

## Atomizery elektrotermiczne
Do atomizerów elektrotermicznych (ET-AAS) należą: kuweta grafitowa i piece grafitowe (GF-AAS). Atomizacja w tego typu atomizerach polega na kontrolowanym ogrzewaniu próbki w kilku etapach:
1. suszenie w temp. 20–250 °C przez 30–60 s
2. spopielenie próbki w temp. 250–750 °C
3. atomizacja w temp. 750–3500 °C w ciągu 1–2 s

Do elektrotermicznych sposobów atomizacji opracowano kilka znaczących modyfikacji, takich jak np. kuweta grafitowa z platformą Lvowa. Zaletą atomizerów elektrotermicznych są niskie granice detekcji (rzędu setnych i tysięcznych części ppb) i możliwość analizowania próbek stałych.

## Atomizery wodorkowe
Zasada działania atomizerów wodorkowych (HG-AAS) polega na wytworzeniu lotnych wodorków, które po przeprowadzeniu do ogrzewanej kuwety ulegają rozpadowi z uwolnieniem wolnych atomów analizowanego pierwiastka. Najczęściej do generowania wodorków wykorzystuje się redukcję borowodorkiem sodu w kwaśnym środowisku:
BH−
4 + 3H
2O + H+
 → B(OH)
3 + 8H
SeO−
4 + 8H + 2H+
 → SeH
2 + 4H
2O
W podobny sposób można dokonać redukcji rtęci:
Hg2+
 + Sn2+
 → Sn4+
 + Hg
Zredukowana rtęć jest wypłukiwana z roztworu strumieniem gazu szlachetnego.